# Таур
Таур (нім. Thaur) —  громада округу Інсбрук-Ланд у землі Тіроль, Австрія.
Таур лежить на висоті  633 м над рівнем моря і займає площу  21,1 км². Громада налічує 3791 мешканців. 
Густота населення 180/км².  
|                               |
| Таур на мапі округу та землі. |

 Адреса управління громади: Dorfplatz 4, 6065 Thaur. 

## Демографія
Історична динаміка населення міста за даними сайту Statistik Austria

## Виноски
1. ↑  Dauersiedlungsraum der Gemeinden Politischen Bezirke und Bundesländer - Gebietsstand 1.1.2018 — Статистичне управління Австрії.
2. ↑  Einwohnerzahl 1.1.2018 nach Gemeinden mit Status, Gebietsstand 1.1.2018 — Статистичне управління Австрії.
3. ↑  www.thaur.tirol.gv.at. Архів оригіналу за 26 квітня 2021. Процитовано 23 березня 2021.
4. ↑  Gemeindedaten von Thaur. Архів оригіналу за 18 грудня 2015. Процитовано 18 липня 2013.

| Австрія | Це незавершена стаття з географії Австрії. Ви можете допомогти проєкту, виправивши або дописавши її. |